# Basses
Basses è un comune francese di 359 abitanti situato nel dipartimento della Vienne nella regione della Nuova Aquitania.

## Società

### Evoluzione demografica
Abitanti censiti